# Гипотеза мира сульфидов железа
Гипотеза мира сульфидов железа — гипотетический этап возникновения жизни на Земле и ранней эволюции, предложенный Гюнтером Вэхтерсхойзером, юристом из Мюнхена, имеющим также научную степень по химии. Опубликовал свои идеи при поддержке философа Карла Р. Поппера. Как следует из названия теории, она предполагает, что жизнь могла зародиться на поверхности кристаллов сульфидов железа.

## Происхождение жизни

### Первый организм

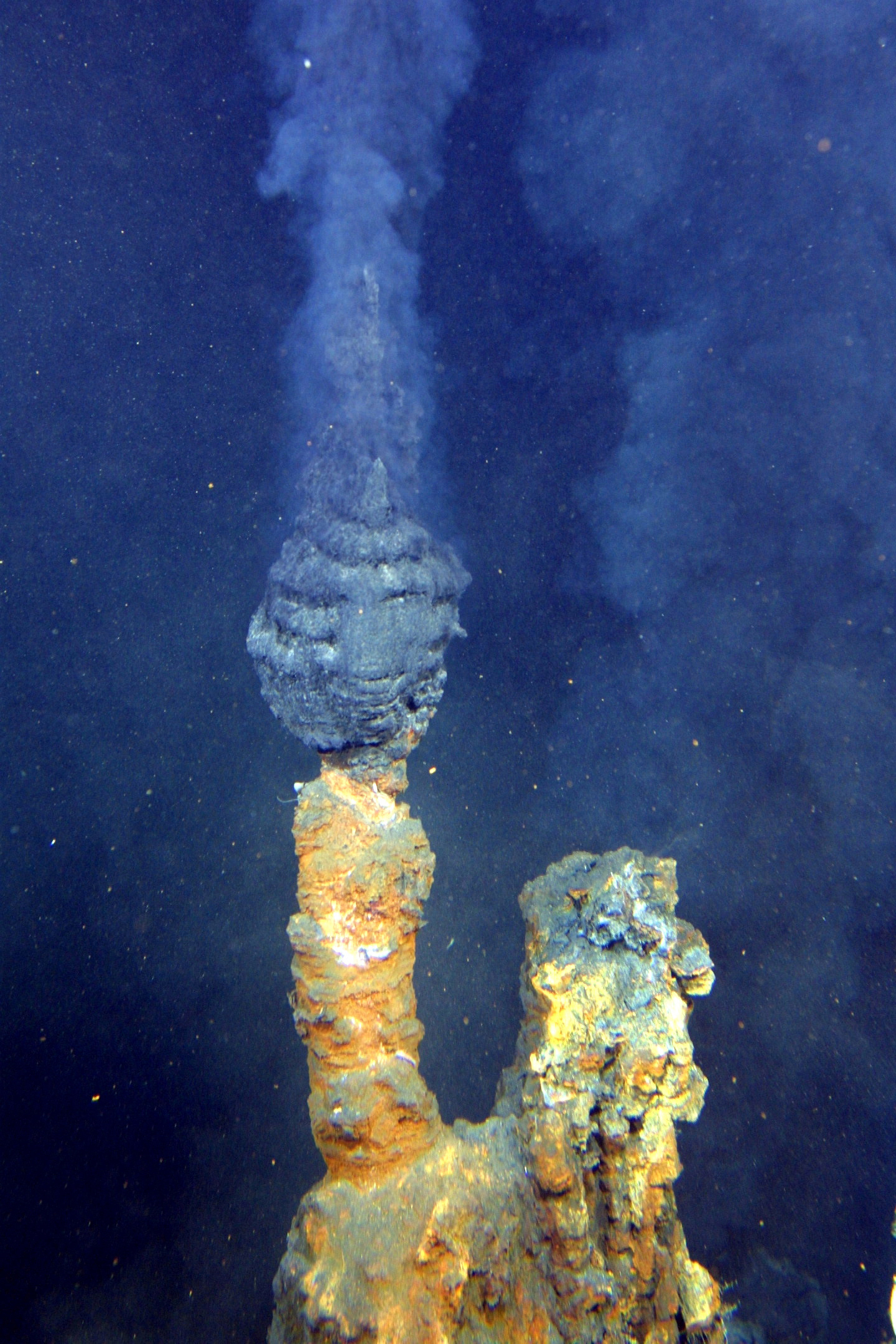
Гидротермальные жерла

Согласно Вэхтерсхойзеру, самая ранняя форма жизни, названная им «первый организм», зародилась в вулканическом гидротермальном потоке при высоком давлении и высокой (100°С) температуре. Эта форма жизни имела сложную химическую структуру и использовала каталитические центры на основе переходных металлов (преимущественно железа и никеля, а также, возможно, кобальта, марганца, вольфрама, и цинка). Центры катализировали пути автотрофной фиксации углерода, благодаря чему из неорганических газов (таких как монооксид углерода, диоксид углерода, цианистый водород, и сероводород) образовывались небольшие неполимерные органические молекулы. Эти органические соединения задерживались на поверхности минералов как лиганды центров переходных металлов, обеспечивая тем самым автокаталитический «поверхностный метаболизм». Благодаря присоединению лигандов каталитические центры переходных металлов становились автокаталитическими. А благодаря формированию упрощённой формы цикла трикарбоновых кислот, зависимой от серы, автокаталитическим становился процесс фиксации углерода. Усиленные катализаторы расширяли область действия метаболизма, а новые продукты метаболизма ещё сильнее усиливали катализаторы. Основная идея этой гипотезы состоит в том, что раз будучи запущенным, этот примитивный автокаталитический метаболизм начинает производить всё более и более сложные органические соединения и всё новые пути каталитических реакций.
Основная идея гипотезы мира сульфидов железа состоит в том, что зарождение жизни прошло через следующие стадии: Водный поток с растворёнными в нём вулканическими газами (н-р монооксид углерода, аммиак и сероводород) нагрелся до 100°С и подвергся высокому давлению. Этот поток прошёл через породы переходных металлов (н-р сульфид железа или сульфид никеля). Через некоторое время началось формирование каталитических металлопептидов.

### Обмен веществ
Реакция сдвига фаз вода-газ (CO + H2O → CO2 + H2) проявляется в вулканических потоках как при наличии различных катализаторов, так и без них. Реакция железистых сульфидов и сероводорода в качестве восстановителя с залежами пирита — FeS + H2S → FeS2 + 2H+ + 2e− (или H2 вместо 2H+ + 2e−) проявлялись при мягких вулканических условиях. Однако ключевой результат оспаривается Фиксация азота была продемонстрирована для изотопа 15N2 в сочетании с залежами пирита. Аммоний формируется при реакции селитры с FeS/H2S в качестве восстановителя. Метилмеркаптан [CH3-SH] и сероокись углерода формируются из CO2 и FeS/H2S, или из CO и H2 в присутствии NiS.

### Синтетические реакции
Реакция монооксида углерода (CO) и сероводорода (H2S) в присутствии сульфидов железа и никеля производит метиловый тиоэфир уксусной кислоты [CH3-CO-SCH3] и предположительно тиоуксустую кислоту (CH3-CO-SH) — простейшую форму активированного остатка уксусной кислоты, аналогичного ацетил-КоА. Эти активированные остатки уксусной кислоты служат субстратом для последующего экзергонического биосинтеза. Они также могут служить для энергетического сопряжения с эндергоническими реакциями, в особенности с образованием фосфоангидридных связей (подобных тем, что есть в АТФ).
При реакции гидроксида никеля с цианистым водородом (HCN) (в присутствии или без гидроксида железа(II), сероводорода, метилмеркаптана) образуется цианид никеля, который реагирует с монооксидом углерода (CO) с образованием пар α-гидрокси- и α-аминокислот: например, гликолевой кислоты и глицина, молочной кислоты и аланина, глицериновой кислоты и серина; а также пировиноградной кислоты в значительных количествах.
Пировиноградная кислота также может образоваться при высоком давлении и температуре из CO, H2O, FeS в присутствии нонилмеркаптана.
При реакции пировиноградной кислоты или других α-кетокислот с аммиаком в присутствии гидроксида железа или сульфида железа с сероводородом образуется аланин или другие α-аминокислоты.
При реакции водного раствора α-аминокислот с COS или с CO и H2S образуется пептидный цикл, в котором участвуют дипептиды, трипептиды и т. д.
Механизм восстановления CO2 на FeS долгое время был неизвестен. Учёные (Ying и др., 2007) показали, что прямое превращение минерала макинавита (FeS) в пирит (FeS2) в реакции с H2S при 300 °C невозможно без избыточного количества окислителя. В отсутствии окислителя FeS реагирует с H2S с образованием пирротина. Однако Farid и др. экспериментально доказали, что макинавит (FeS) имеет способность восстанавливать CO2 до CO при температурах свыше 300 °C. По их мнению, именно таким образом поверхностный слой FeS окисляется, поэтому при дальнейшей реакции с H2S может образовываться пирит (FeS2).

## Ранняя эволюция
Ранняя эволюция начинается с образования жизни и длится до возникновения последнего всеобщего предка (LUCA). Согласно гипотезе железо-серного мира, ранняя эволюция включает в себя коэволюцию клеточной организации, генетических механизмов, а также постепенную смену катализаторов метаболизма с минералов на ферменты белкового происхождения.

### Возникновение клетки
Возникновение истинной клетки происходило в несколько этапов. Оно начиналось с формирования примитивных липидов путём «поверхностного метаболизма». Эти липиды накапливались в минеральной основе каталитической системы или на ней. Это делает внешнюю или внутреннюю поверхность минерала более липофильной, что способствует преобладанию реакций конденсации над реакциями гидролиза за счёт снижения активности воды и ионов водорода.
На следующем этапе формируются липидные мембраны. Закреплённые на минерале, они образуют ячейку, с одной стороны ограниченную мембраной, а с другой — минералом. Дальнейшая эволюция приводит к формированию независимых липидных мембран и закрытых клеток. Первые закрытые мембранные каталитические системы ещё не были истинными клетками, потому что в них происходил интенсивный обмен генетическим материалом за счёт частых слияний. По Вёзе, такой частый обмен генетическим материалом и есть причина существования общего ствола в филогенетическом древе жизни; он же привёл к высоким темпам ранней эволюции.

### Прото-экологические системы
Уильям Мартин и Майкл Рассел предположили, что первые клеточные формы жизни развивались внутри гидротермальных жерл на дне моря.
Эти структуры состоят из микроскопических пустот (кластеров, «пещер»), «стены» которых покрыты слоем сульфидов металлов. Такие структуры являются решением сразу нескольких проблем теории Вэхтерсхойзера:
1. микроскопические кластеры не дают синтезированным молекулам диффундировать в пространстве, что повышает их концентрацию и увеличивает вероятность возникновения олигомеров;
2. крутые температурные градиенты гидротермальных жерл позволяют распределить различные этапы синтеза по регионам с различными температурами (например, синтез мономеров в горячей части, олигомеров — в холодной);
3. потоки гидротермальных вод через такие кластеры являлись неиссякаемыми источниками строительных элементов и энергии (за счёт отсутствия химического равновесия между водородом гидротермальных вод и CO2 морской воды);
4. эта модель допускает возможность существования различных этапов клеточной эволюции (пребиотическая химия, синтез моно- и олигомеров, синтез пептидов и белков, мир РНК, мир ДНК) в одной и той же структуре, что облегчает смену различных этапов развития жизни;
5. синтез липидной мембраны не является необходимым для поддержания постоянства состава автокаталитической системы (её фактическими границами являются границы кластера).

Данная модель предполагает, что LUCA физически находился в одном из таких гидротермальных кластеров, нежели представлял свободноживущую форму. Последним шагом к появлению истинных клеток станет синтез липидной мембраны, который позволит организмам оставить необходимость в физической границе из минеральных пород. Это обусловило более позднее приобретение механизмов биосинтеза липидов, что объясняет наличие совершенно различных типов мембран у архей и бактерий с эукариотами.
В абиотическом мире термический и химический градиенты непосредственно связаны с синтезом органических молекул. В непосредственной близости от жерла находятся регионы как с повышенными температурами, так и с повышенными концентрациями необходимых химических веществ. По мере синтеза более сложных органических соединений, они диффундируют в «прохладные» регионы, где не происходит их синтез, и, следовательно, их концентрация меньше. Миграция соединений из областей с повышенной концентрацией в области с пониженной обеспечивает направленность потока веществ, позволяет пространственно организовать различные метаболические пути.

## Доказательства теории
Отголоском древнего мира сульфидов железа можно считать многие особенности ферроплазмы (Ferroplasma acidiphilum), представителя архей. У этого микроорганизма 86 % белков включают в свой состав железо. Удаление атомов железа из белковых молекул приводит к нарушению их структуры и потере функциональности. Было установлено, что другие микроорганизмы, обитающие в схожих условиях, не обладают такими особенностями строения белков: если у ферроплазмы 163 белка содержат в своём составе железо, то у других исследуемых бактерий (Picrophilus torridus и Acidithiobacillus ferrooxidans) число железосодержащих протеинов составило 29 и 28 соответственно (причём это были широко распространённые металлопротеины, многие из которых содержат атомы железа и у представителей других экологических ниш).
Всё это даёт повод предположить, что ситуация, наблюдаемая у ферроплазмы, является случайно сохранившимся отголоском мира сульфидов железа: при протеинизации метаболических путей часть ферментов сохранила в своём составе атомы железа и серы как необходимые структурные и функциональные компоненты. Дальнейшая эволюция, которая сопутствовала освоению новых экологических ниш в средах, лишённых избытка железа, способствовала замене старых железосодержащих белков другими, не нуждающимися в железе для выполнения своих функций.
У этой теории, однако, есть существенный минус, который заключается в том, что ферроплазма — микроорганизм аэробный, а аэробные метаболизмы появились эволюционно гораздо более поздно, чем анаэробные.